# Белькіс Родрігес
Белькіс Родрігес (ісп. Belkis Rodríguez; нар. 14 травня 1965) — колишня кубинська тенісистка.
Найвищу одиночну позицію світового рейтингу — 407 місце досягла 29 жовтня 1990, парну — 209 місце — 2 грудня 1991 року.
Здобула 2 одиночні та 7 парних титулів туру ITF.
Завершила кар'єру 1996 року.

## ITF Фінали

### Одиночний розряд (2-2)
| Результат | Ранг | Дата              | Турнір                   | Покриття | Суперниця             | Рахунок       |
| --------- | ---- | ----------------- | ------------------------ | -------- | --------------------- | ------------- |
| Поразка   | 1.   | 26 лютого 1990    | Леон (Мексика), Мексика  | Ґрунт    | Ілумінада Консепсьйон | 7–5, 3–6, 0–6 |
| Перемога  | 2.   | 6 травня 1991     | Мехіко, Мексика          | Тверде   | Джоелл Шад            | 6–2, 4–6, 6–3 |
| Поразка   | 3.   | 9 березня 1992    | Монтеррей, Мексика       | Тверде   | Ріта Пічардо          | 3–6, 6–2, 3–6 |
| Перемога  | 4.   | 16 листопада 1992 | Сан-Сальвадор, Сальвадор | Тверде   | Сесілія Інкапіе       | 6–4, 6–4      |

### Парний розряд (7-7)
| Результат | Ранг | Дата              | Турнір                          | Покриття | Партнерка             | Суперниці                               | Рахунок          |
| --------- | ---- | ----------------- | ------------------------------- | -------- | --------------------- | --------------------------------------- | ---------------- |
| Поразка   | 1.   | 26 жовтня 1987    | Ріо-де-Жанейро, Бразилія        | Ґрунт    | Лусія Перія           | Ніжі Діас Жизеле Фаріа                  | 3–6, 2–6         |
| Перемога  | 2.   | 22 травня 1989    | Мехіко, Мексика                 | Тверде   | Ілумінада Консепсьйон | Blanca Borbolla Сілвія Шенк             | 7–5, 4–1 ret.    |
| Поразка   | 3.   | 14 травня 1990    | Гвадалахара (Мексика), Мексика  | Ґрунт    | Blanca Borbolla       | Марія Венто-Кабчі Ріта Вайнбаргер       | 6–0, 5–7, 4–6    |
| Поразка   | 4.   | 21 травня 1990    | Агуаскальєнтес, Мексика         | Тверде   | Сьюзанн Італьяно      | Джин Лозано Лупіта Новело               | 1–6, 1–6         |
| Перемога  | 5.   | 22 квітня 1991    | Вільяермоса, Мексика            | Тверде   | Ріта Пічардо          | Olga Limon Ісабела Петров               | 6–4, 5–7, 7–6(5) |
| Перемога  | 6.   | 13 травня 1991    | Сан-Луїс-Потосі (штат), Мексика | Тверде   | Ріта Пічардо          | Шочітль Ескобедо Ісабела Петров         | 6–4, 1–6, 6–3    |
| Поразка   | 7.   | 4 листопада 1991  | Флоріанополіс, Бразилія         | Ґрунт    | Ріта Пічардо          | Паула Кабесас Макарена Міранда          | 6–3, 2–6, 2–6    |
| Перемога  | 8.   | 11 листопада 1991 | Ріо-де-Жанейро, Бразилія        | Ґрунт    | Ріта Пічардо          | Паула Кабесас Макарена Міранда          | 6–2, 6–3         |
| Поразка   | 9.   | 9 березня 1992    | Монтеррей, Мексика              | Тверде   | Ріта Пічардо          | Лусіла Бесерра Вінченца Прокаччі        | 4–6, 4–6         |
| Перемога  | 10.  | 16 листопада 1992 | Сан-Сальвадор, Сальвадор        | Тверде   | Йоанніс Монтесіно     | Adriana Garcia Сесілія Інкапіе          | 6–2, 6–2         |
| Перемога  | 11.  | 6 вересня 1993    | Каракас, Венесуела              | Ґрунт    | Йоанніс Монтесіно     | Марія Долорес Кампана Елеонора Вельянте | 6–0, 6–1         |
| Перемога  | 12.  | 20 вересня 1993   | Гвадалахара (Мексика), Мексика  | Ґрунт    | Ріта Пічардо          | Adriana Garcia Йоанніс Монтесіно        | 6–3, 6–1         |
| Поразка   | 13.  | 19 вересня 1994   | Гвадалахара (Мексика), Мексика  | Ґрунт    | Йоанніс Монтесіно     | Лусіла Бесерра Шочітль Ескобедо         | 3–6, 3–6         |
| Поразка   | 14.  | 1 квітня 1996     | Тампіко, Мексика                | Ґрунт    | Йоанніс Монтесіно     | Клаудія Мусіньйо Джоелл Шад             | 2–6, 3–6         |